# 北市場南町
北市場南町（きたいちばみなみまち）は、愛知県稲沢市の地名。

## 地理

### 交通
- 東海道新幹線

### 学区
|      | 小学校               | 中学校               | 高等学校 |
| ---- | -------------------- | -------------------- | -------- |
| 全域 | 稲沢市立大里東小学校 | 稲沢市立大里東中学校 | 尾張学区 |

## 歴史

### 沿革
- 1979年（昭和54年） - 稲沢市日下部南町・一場・西市場の各一部により、同市北市場南町が成立[1]。

### WEB
1. ↑  “読み仮名データの促音・拗音を小書きで表記するもの(zip形式) 愛知県” (zip).   日本郵便 (2024年2月29日). 2024年3月26日閲覧。
2. ↑  “市外局番の一覧” (PDF).   総務省 (2022年3月1日). 2022年3月22日閲覧。
3. ↑  “ナンバープレートについて”.   一般社団法人愛知県自動車会議所. 2024年1月21日閲覧。
4. 1 2  稲沢市役所 教育委員会事務局 学校教育課 学習支援グループ (2020年4月9日). “住所50音順通学区域（小・中学校）”.   稲沢市. 2024年6月4日閲覧。

### 書籍
1. ↑  「角川日本地名大辞典」編纂委員会 1989, p. 468.